# Alejandra Podestá
Alejandra Podestá (Buenos Aires, 18 de abril de 1974-Buenos Aires, 21 de mayo de 2011) fue una actriz argentina, famosa por su papel protagónico en la clásica película De eso no se habla (1993), de María Luisa Bemberg. Podestá fue asesinada en 2011, y su caso nunca fue esclarecido.

## Biografía
Alejandra Podestá (quien no tenía ninguna relación con la legendaria familia de artistas de circo Podestá) fue una actriz conocida por su aspecto físico, ya que medía menos de un metro de estatura por haber nacido con acondroplasia, y por su protagónico en una única película.
Podestá se hizo famosa por su interpretación en la última película de María Luisa Bemberg, De eso no se habla, estrenada en 1993 y coprotagonizada por el prestigioso actor italiano Marcello Mastroianni y la prestigiosa actriz argentina Luisina Brando. Podestá interpretó a Charlotte, una adolescente que es cuidada por su madre de forma obsesiva, no dejando que nadie del pequeño pueblo donde residen hable de su hija. Charlotte escapa del férreo control de su madre al enamorarse de ella Ludovico D'Andrea, un hombre mucho mayor con quien termina casándose, y que tiempo después abandona para unirse a un circo que llega a la localidad y que le permite la oportunidad de viajar por el mundo, como tanto anhela Charlotte.
Luego del estreno del film apareció en un papel secundario en La dama regresa (1996), de Jorge Polaco, protagonizada por Isabel Sarli. Luego de esto Podestá se retiró definitivamente de la actuación para dedicarse a trabajar como vendedora en una zapatería y como moza de un bar, además de mantenerse con una pensión y con el alquiler de dos departamentos de su propiedad.

## Crimen y fallecimiento
Podestá falleció a los 37 años de edad al ser asesinada el sábado 21 de mayo de 2011 en su departamento del barrio porteño de Agronomía. El crimen se habría dado luego de que Podestá concretara una cita a través de Internet con un taxi-boy. La actriz se defendió del agresor recibiendo nueve puñaladas en la zona del cuello y el tórax, para luego ser rociada con alcohol fino y prendida fuego quemando parte de su pecho y espalda, tras lo cual murió en las escaleras al querer salir a la calle.
El móvil del crimen fue aparentemente un robo por parte del hombre que asesinó a Podestá, ya que el mismo se llevó dinero, objetos de valor y el arma homicida, un cuchillo tipo serrucho. El cadáver fue hallado 10 días después, en avanzado estado de descomposición. Hasta la actualidad sigue sin conocerse la identidad del responsable del homicidio.

## Homenajes
En 2020 se estrenó un documental titulado Un sueño hermoso, dirigido por Tomás De Leone, el cual narra la vida de Alejandra desde su participación en el largometraje De eso no se habla hasta su trágico final.

## Filmografía
- 1996: La dama regresa ... Princesa
- 1993: De eso no se habla ... Charlotte